# Фридерика София фон Вюртемберг-Оелс
Фридерика София Шарлота Августа фон Вюртемберг-Оелс (на немски: Friederike Sophie Charlotte Auguste Prinzessin von Württemberg-Oels; * 1 август 1751, Оелс/Олешница; † 4 ноември 1789, Берлин) е принцеса от херцогство Вюртемберг-Оелс (Олешница) и чрез женитба принцеса на Брауншвайг-Волфенбютел.

## Живот
Тя е единствена дъщеря на херцог Карл Кристиан Ердман фон Вюртемберг-Оелс (1716 – 1792) и съпругата му графиня Мария София Вилхелмина фон Золмс-Лаубах (1721 – 1793), дъщеря на граф Фридрих Ернст фон Золмс-Лаубах (1671 – 1723) и графиня Фридерика Шарлота фон Щолберг-Гедерн (1686 – 1739).
Фридерика София се омъжва на 6 септември 1768 г. в Бреслау, Полша, за херцог генерал Фридрих Август фон Брауншвайг-Волфенбютел-Оелс (* 29 октомври 1740; † 8 октомври 1805), син на княз Карл I фон Брауншвайг-Волфенбютел (1713 – 1780) и Филипа Шарлота Пруска (1716 – 1801), четвъртата дъщеря на пруския крал Фридрих Вилхелм I (1688 – 1740) и София Доротея фон Хановер (1687 – 1757), дъщеря на крал Джордж I от Великобритания. Бракът е бездетен.
Фридерика София умира на 38 години на 4 ноември 1789 г. в Берлин. Тя е погребана през 1791 г. църквата „Св. София“ в Карлсруе, Баден-Вюртемберг. След смъртта на баща ѝ, който е последен от рода му, нейният съпруг Фридрих Август получава Херцогството Оелс (Олешница). На 13 декември 1792 г. той поема управлението на княжеството.